# Tomiji Koyanagi
Tomiji Koyanagi (小柳 冨次?, Koyanagi Tomiji; Prefettura di Niigata, 16 luglio 1893 – 6 agosto 1978) è stato un ammiraglio giapponese, attivo durante la seconda guerra mondiale.
Arruolatosi nella Marina imperiale giapponese nel 1914, si specializzò nell'impiego del siluro e delle unità navali leggere: tra il 1921 e il 1924 servì su diversi cacciatorpediniere e dalla fine del 1924 alla fine del 1926 frequentò il Corso A al Collegio navale. Rimase dunque per due anni nello stato maggiore della 3ª Divisione corazzate e, capitano di corvetta, nel 1928 assunse il comando di un cacciatorpediniere. Tra il 1929 e il 1930 ricoprì incarichi di istruttore presso la Scuola di siluramento e l'Accademia navale, quindi nel periodo 1931-1932 fece parte dello stato maggiore della 2ª Squadriglia cacciatorpediniere. A partire dalla fine del 1932 tenne il posto di istruttore presso diverse formazioni e istituti contemporaneamente; nel 1934 fu rilevato da tali mansioni e per un anno lavorò in un incarico burocratico al Ministero della marina. Capitano di vascello alla fine del 1936, tornò a insegnare al Collegio navale e all'inizio del 1939 divenne comandante della 8ª Divisione cacciatorpediniere.
Nella tarda estate del 1941 Koyanagi prese il comando dell'incrociatore da battaglia rimodernato Kongo: condusse tale unità in numerose operazioni della fase iniziale della guerra nell'Oceano Pacifico e poi durante la campagna di Guadalcanal, bombardando anche il locale aeroporto tra il 13 e il 14 ottobre 1942. Divenuto contrammiraglio alla fine dell'anno, passò a comandare dapprima la 2ª Squadriglia cacciatorpediniere, con la quale completò due viaggi del Tokyo Express, e poi la 10ª Squadriglia nel gennaio 1943. Con questa seconda unità non vide comunque alcuna azione di rilievo e a luglio, in Giappone, divenne capo di stato maggiore della 2ª Flotta del viceammiraglio Takeo Kurita: con questi pianificò i movimenti della grande squadra sullo scorcio del 1943, per la battaglia del Mare delle Filippine (giugno 1944) e per la battaglia del Golfo di Leyte (ottobre 1944). In tale combattimento sopravvisse all'affondamento dell'ammiraglia Atago e rimase seriamente ferito sulla nave da battaglia Yamato, bersaglio di alcune bombe d'aereo. Tornò in patria in novembre e fu assegnato al 1º Distretto navale di Yokosuka, ma rimase ricoverato a lungo e tornò in servizio solo all'inizio dell'agosto 1945, assumendo il posto di direttore della Scuola siluristi. Dopo la resa del Giappone ebbe la promozione a viceammiraglio, ma si ritirò dubito dopo dalla vita militare e si spense in età avanzata.

## Biografia

### Carriera iniziale
Tomiji Koyanagi nacque il 16 luglio 1893 nella prefettura di Niigata. In giovane età s'iscrisse all'Accademia navale di Etajima, studiò nella 42ª classe e si diplomò il 12 dicembre 1914, settantaduesimo su 117 allievi; ottenne il brevetto di aspirante guardiamarina e fu imbarcato sull'incrociatore corazzato Aso, con il quale effettuò la crociera d'addestramento all'estero. Tornato in patria, il 27 agosto 1915 passò sulla nave da battaglia Kawachi, che non fu impegnata in azione durante la prima guerra mondiale ma sulla quale il 13 dicembre gli fu riconosciuta la qualifica di guardiamarina. Trasferito il 12 dicembre 1916 sull'incrociatore corazzato Nisshin, vi rimase quasi un anno prima di essere nominato sottotenente di vascello e intraprendere, il 1º dicembre 1917, il Corso base alla Scuola siluristi. Lo completò senza difficoltà e il 20 maggio 1918 proseguì la sua formazione passando al Corso base della Scuola d'artiglieria navale: il 1º dicembre di quell'anno tornò a prestare servizio in mare nelle file dell'equipaggio dell'incrociatore corazzato Iwate, destinato all'addestramento e alle crociere dei cadetti. Un anno esatto più tardi fu spostato al cacciatorpediniere di terza classe (assimilabile alla torpediniera occidentale) Kisaragi.

### Gli anni venti e trenta
Il servizio sulla Kisaragi colpì Koyanagi che il 1º dicembre 1920, in contemporanea alla nomina a tenente di vascello, entrò nel gruppo di allievi del Corso avanzato alla Scuola siluristi e vi studiò per un anno: il 1º dicembre 1921 fu assegnato al cacciatorpediniere di seconda classe – cacciatorpediniere di scorta – Maki per mettere a frutto gli insegnamenti ricevuti, quindi dal 1º dicembre 1922 divenne ufficiale addetto all'allestimento finale del cacciatorpediniere di seconda classe Numero 4 (all'epoca, infatti, la Marina imperiale giapponese indicava tutto il naviglio leggero con sigle numeriche) e dal 21 dicembre, giorno dell'entrata in servizio della nave, fece parte dell'equipaggio, affinando le sue competenze e conoscenze. Il 5 settembre 1924 transitò al cacciatorpediniere Numero 7 ove assunse il ruolo di ufficiale capo all'armamento silurante ma rimase relativamente poco a bordo: infatti, viste le sue qualità, fu indirizzato dal 1º dicembre al Collegio navale di Tokyo, l'alto istituto preposto alla formazione di competenti ufficiali di stato maggiore; egli iniziò gli studi direttamente nel più impegnativo Corso A. Fece parte della 24ª classe e completò in due anni esatti il suo percorso accademico, alla conclusione del quale ricevette la promozione a capitano di corvetta e fu assegnato allo stato maggiore della 3ª Divisione corazzate, allo scopo di prendere subito contatto con un organismo direttivo di questo tipo. Il 10 dicembre 1928 gli fu infine affidato il primo comando in mare, vale a dire il cacciatorpediniere di seconda classe Wakatake, che tenne per poco meno di un anno. Il 30 novembre fu infatti richiamato a terra e destinato all'Accademia navale, con il doppio ruolo di istruttore e addestratore; dal 1º agosto 1930 al 15 aprile 1931 affiancò a questi due ruoli un posto nello stato maggiore dell'Ufficio trasporti dell'Esercito imperiale, un servizio teso ad approfondire i rapporti tra le due armi.
Koyanagi lasciò i vari incarichi da lui tenuti il 31 ottobre 1931 e transitò nello stato maggiore della 2ª Squadriglia cacciatorpediniere, uno dei reparti da battaglia della marina imperiale nei cui ranghi poté avvicinarsi alle aggressive tattiche di combattimento silurante. Dal 15 novembre 1932 fu distaccato alla Scuola siluristi in qualità di istruttore e il 1º dicembre ricevette inoltre la promozione a capitano di fregata. Quindici giorni più tardi, in virtù della sua apprezzata preparazione, ebbe contemporaneamente un posto di istruttore alla Scuola di artiglieria navale e quindi anche a bordo della nave scuola Kasuga, un vecchio incrociatore corazzato; fu pure nominato istruttore presso il Gruppo aereo della marina di stanza a Yokosuka (dove si trovavano anche le scuole) e della Scuola di comunicazione navale. Tale serie di incarichi significò un lungo e intenso periodo di lavoro per Koyanagi, che dal 1º aprile 1934 rimpiazzò la mansione sul Kasuga con il posto di istruttore alla Scuola di navigazione. Comunque sia, diciassette giorni più tardi abbandonò tutti questi ruoli per transitare a un compito più burocratico: membro dello stato maggiore dell'Ufficio istruzione, dipendente dal Ministero della marina e occupantesi di tutti i vari istituti, scuole e organi formativi. Il 15 novembre 1935 tornò a prestare servizio attivo quale comandante della 1ª Divisione cacciatorpediniere, passando poi allo stato maggiore della Flotta Combinata (15 aprile 1936), la principale componente della marina imperiale. Attendente dal 25 maggio presso lo stato maggiore generale, dal 2 novembre fu assegnato al Collegio navale in qualità di istruttore e il 1º dicembre fu concordemente promosso capitano di vascello; dal 22 novembre 1937, visti i suoi precedenti di inizio decennio, divenne istruttore anche al Collegio militare avente le stesse funzioni del suo omonimo in marina. Il 15 luglio 1938 lasciò entrambi i posti per assumere il comando del vecchio incrociatore corazzato Iwate, che condusse nella crociera d'addestramento della 66ª classe (Sud-est asiatico). Il 28 gennaio 1939, rientrato in Giappone, fu trasferito alla testa dell'8ª Divisione cacciatorpediniere e partecipò ad alcune missioni lungo le coste della Cina. Il 15 novembre l'esperto Koyanagi fu scelto quale nuovo istruttore capo presso la Scuola siluristi, dove si mise nuovamente in luce.

### La seconda guerra mondiale

#### 1941-1942 e Guadalcanal

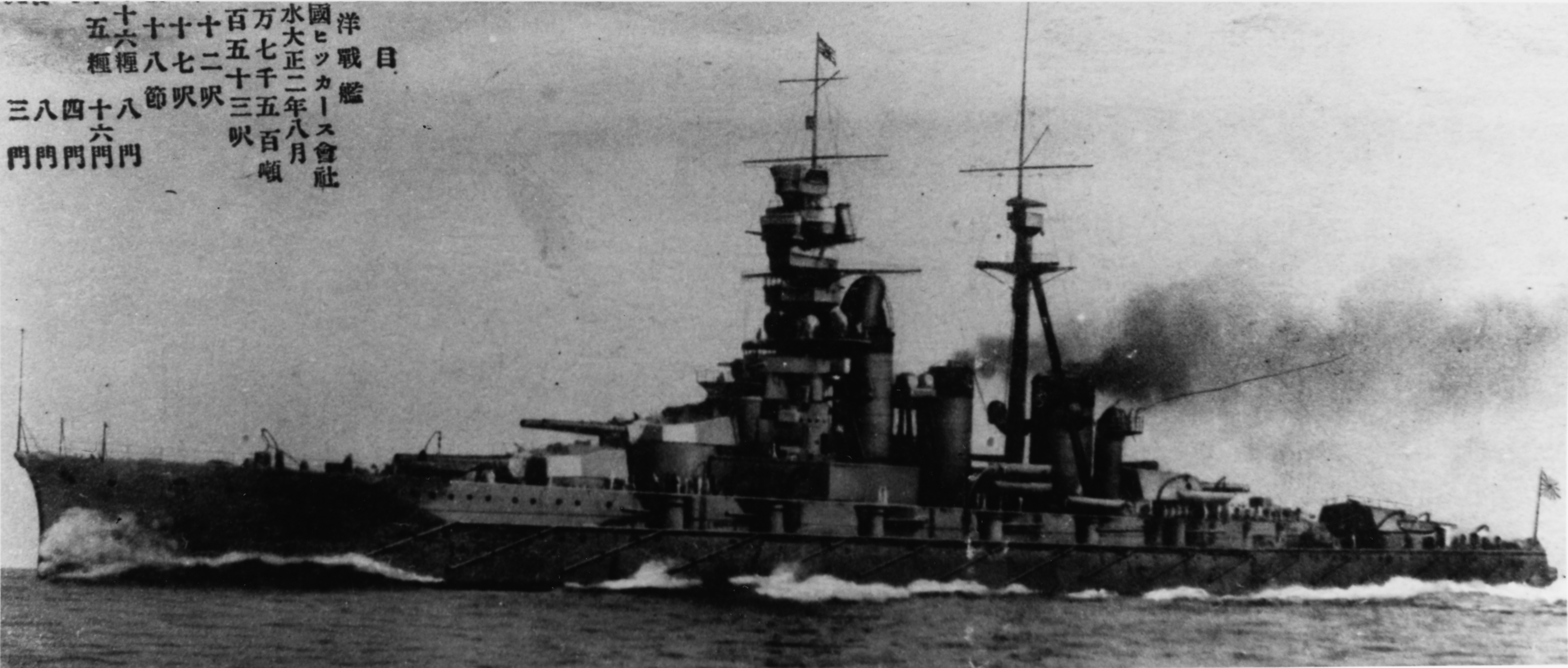
L'incrociatore da battaglia Kongo, a lungo sotto il comando di Koyanagi

Koyanagi assunse un altro comando in mare il 15 ottobre 1940 nell'incrociatore pesante Atago, reduce da un esteso ammodernamento e riequipaggiamento, e prese parte ad altre operazioni di appoggio nel contesto della seconda guerra sino-giapponese. L'11 agosto 1941 rientrò in patria e prese il posto di assistente allo stato maggiore della 1ª Flotta, riunente la squadra da battaglia della marina imperiale, ma appena quattro giorni dopo nuovi ordini lo fecero comandante dell'incrociatore da battaglia Kongo, che dopo una vasta ricostruzione era stato riclassificato nave da battaglia veloce e assegnato alla 3ª Divisione corazzate con i gemelli Haruna, Hiei e Kirishima. Una sezione di questo reparto, formata dalla Kongo e dalla Haruna fu aggregato alla corpo principale della 2ª Flotta del viceammiraglio Nobutake Kondō, incaricato di fornire copertura a distanza alle varie operazioni anfibie a ovest del Borneo, previste dal piano di espansione autorizzato nel settembre 1941.
L'8 dicembre 1941, in contemporanea all'attacco di Pearl Harbor, scattarono gli assalti alla Malesia e al Borneo britannico, riusciti con facilità. La sortita della Forza Z da Singapore, però, allarmò i comandi giapponesi e Koyanagi ebbe ordine di tenersi pronto al combattimento: tuttavia l'intervento dell'aeronautica basata a terra estinse la minaccia navale britannica e le operazioni poterono procedere. Koyanagi rimase con la Kongo alla baia di Cam Ranh sino al gennaio 1942, quando seguì la 2ª Flotta alle isole Palau allo scopo di proteggere (con altre navi) parte delle portaerei della 1ª Flotta aerea impegnata nelle incursioni su Ambon. Successivamente, a febbraio, dopo aver raggiunto la baia Staring vicino Kendari, rimase con la Haruna e gli incrociatori pesanti Atago e Takao per condurre una crociera di caccia nelle acque a sud di Giava, che culminò il 7 marzo in un bombardamento dell'Isola di Natale. Dopo un periodo di riposo, Koyanagi seguì il resto della 3ª Divisione corazzate nell'Oceano Indiano di scorta alla 1ª Flotta aerea che, assieme a unità della 2ª Flotta, eseguì un riuscito raid aeronavale su Ceylon e nel Golfo del Bengala: il 9 aprile Koyanagi respinse l'attacco di una decina di bombardieri Bristol Blenheim alla corazzata, quindi riguadagnò senza difficoltà i porti giapponesi a fine mese, dove la Kongo fu riequipaggiata e revisionata. Riposatosi dal lungo servizio di guerra, Koyanagi riprese posto sulla Kongo e a fine maggio, inquadrato con la Hiei nella 2ª Flotta, lasciò Hashirajima di scorta a un importante convoglio di trasporti, riunito per occupare l'atollo di Midway. Nella successiva omonima battaglia, però, tutto il peso degli scontri gravò sulla sola 1ª Flotta aerea (duramente sconfitta) ed egli non ebbe alcuna parte nel combattimento. Tornato in patria a metà mese, fu informato il 14 luglio che la Kongo e la Haruna avrebbero formato da sole la 3ª Divisione corazzate; dopo un periodo di addestramento, nella prima metà di settembre Koyanagi si spostò nella grande base di Truk nelle Caroline e, da qui, salpò assieme alla 2ª e alla 3ª Flotta per una missione rimasta infruttuosa. A inizio ottobre prese il mare assieme alla Haruna e, nella notte tra il 13 e il 14 ottobre, diresse sotto il comando del viceammiraglio Takeo Kurita (comandante della 3ª Divisione imbarcato sulla Kongo, ammiraglia) il tiro della propria corazzata nel devastante bombardamento di Henderson Field: l'azione rese le piste pressoché inutilizzabili, distrusse varie decine di aeroplani e uccise quarantuno tra piloti, addetti alla manutenzione e soldati. Koyanagi si riunì dunque in alto mare alle forze aeronavali nipponiche, che a fine mese ingaggiarono battaglia con due Task force statunitensi presso le isole Santa Cruz: Koyanagi compose con la Haruna e sei cacciatorpediniere (Murasame, Harusame, Samidare, Kagero, Oyashio, Yudachi) un gruppo d'appoggio alla portaerei Junyo, l'unica disponibile della 2ª Flotta. Il combattimento fu di natura aeronavale e Koyanagi poté solo contribuire agli sbarramenti contraerei. Al rientro a Truk, comunque, il 1º novembre 1942 ebbe la promozione a contrammiraglio e gli fu confermato il comando della Kongo: verso la metà del mese tornò in mare con la 3ª Divisione e l'incrociatore pesante Tone, formando il gruppo di difesa alle due portaerei Junyo e Hiyo. Queste rimasero a nord di Guadalcanal e parteciparono brevemente alla decisiva battaglia navale di Guadalcanal lanciando il mattino del 13 novembre un'incursione sui trasporti statunitensi, ancorati dinanzi Henderson Field; Koyanagi rimase perciò lontano dai combattimenti.
Dopo l'esito deludente della battaglia andò incontro a oltre un mese di sostanziale inattività e il 26 dicembre lasciò la Kongo per presentarsi allo stato maggiore della 2ª Flotta e assumere il posto di assistente: tuttavia tre giorni dopo fu nominato pro tempore comandante della 2ª Squadriglia cacciatorpediniere in sostituzione di Raizō Tanaka, rimasto ferito la notte stessa quando la sua ammiraglia, il cacciatorpediniere Teruzuki, era stato affondato da una motosilurante statunitense dinanzi Guadalcanal. Alla fine di dicembre Koyanagi pianificò un viaggio del Tokyo Express, caricando i suoi dieci cacciatorpediniere con un centinaio di fusti stagni ciascuno, riempiti di provviste e munizioni e legati in gruppi: essi sarebbero stati depositati in acqua nelle vicinanze delle posizioni tenute dalla 17ª Armata nipponica, cosicché potesse recuperarli. Koyanagi si portò alle isole Shortland e salpò il pomeriggio del 2 gennaio 1943, ma fu avvistato poco dopo e attaccato due volte, da bombardieri Boeing B-17 Flying Fortress e da una dozzina di velivoli appartenenti alla Cactus Air Force. Solo il Suzukaze dovette tornare indietro per danni superficiali e, durante la notte, Koyanagi riuscì a scaricare tutti i fusti e a sfuggire all'attacco di un gruppo di motosiluranti, rientrando senza problemi alle Shortland. Il 10 gennaio, con i cacciatorpediniere Kuroshio (ammiraglia), Arashio, Oshio, Makinami, Arashi, Kawakaze, Hatsukaze, Tokitsukaze, intraprese una missione di rifornimento alla 17ª Armata e a un contingente di retroguardia, in arrivo per coprire il previsto abbandono dell'isola. Koyanagi sostenne gli attacchi di due sezioni di motosiluranti e ripiegò con il solo Hatsukaze danneggiato.

#### 1943-1944
Il 21 gennaio 1943 Koyanagi fu rimpiazzato dal contrammiraglio Shunji Isaki e transitò alla testa della 10ª Squadriglia cacciatorpediniere, dipendente dalla 3ª Flotta che, con la 2ª, fu in mare tra il 31 gennaio e il 7 febbraio per distogliere l'attenzione degli statunitensi dallo sgombero di Guadalcanal. Koyanagi seguì dunque la squadra di nuovo a Truk, dove rimase in relativa inattività per qualche mese; qui, a inizio marzo, assisté al rientro della menomata 3ª Squadriglia dopo la disastrosa battaglia del Mare di Bismarck ed ebbe un resoconto di prima mano dal contrammiraglio Masatomi Kimura. All'inizio di maggio salpò e raggiunse in patria le portaerei Shokaku, Zuikaku e Zuiho le quali, ricostituiti i gruppi imbarcati dopo la dura campagna, stavano per salpare alla volta dell'isola di Attu sotto attacco dall'11 maggio. Tuttavia la guarnigione fu annientata prima che i preparativi fossero completati e Koyanagi ricevette l'ordine di annullamento dell'operazione il 29. Il 21 giugno 1943 passò le insegne del comando al pari grado Morikazu Ōsugi e fu destinato per un breve periodo allo stato maggiore della 2ª Flotta come assistente; all'inizio di luglio assunse il posto di capo di stato maggiore al vertice di tale grande unità. Divenne così stretto collaboratore dapprima del viceammiraglio Nobutake Kondō e poi del viceammiraglio Takeo Kurita, contribuendo dalla plancia dell'ammiraglia Atago alle dettagliate pianificazioni dei movimenti della flotta che, peraltro, non ingaggiò a lungo battaglia contro le Task force statunitensi. A fine ottobre schedulò l'invio a Rabaul di parte degli incrociatori pesanti, allo scopo di appoggiare l'8ª Flotta che non era riuscita a respingere gli statunitensi da Bougaiville; tuttavia le navi (compreso lo Atago) furono sorprese in rada da una massiccia incursione aeronavale e, danneggiate, dovettero tornare in Giappone. All'inizio del 1944 Koyanagi seguì lo spostamento della 2ª Flotta all'ancoraggio delle isole Lingga, lontano dalla portata delle pericolose portaerei della Quinta/Terza Flotta americana e nelle immediate vicinanze delle fonti di carburante. Partecipò poi alla redazione del piano tattico in vista della grande battaglia che, in obbedienza al "piano Z" concepito dall'ammiraglio Mineichi Kōga e rivisto dal pari grado Soemu Toyoda, doveva essere impegnata sulla linea difensiva Nuova Guinea-isole Marianne-isole Ogasawara. A bordo dell'Atago fu dunque presente allo scontro aeronavale a ovest delle Marianne, risoltosi con una dura sconfitta strategica della marina imperiale (le portaerei Shokaku, Taiho e Hiyo furono affondate).
Koyanagi rientrò in Giappone e poi alle isole Lingga, dove in ottobre fu messo al corrente della rischiosa operazione Shō-Gō 1, studiata in estate dall'ammiraglio Toyoda e che chiamava in causa diverse formazioni per difendere con ogni mezzo le Filippine. Si trattava di attirare lontano dall'apparato anfibio, impegnato nello sbarco, la forte scorta rappresentata dalla Terza Flotta statunitense e colpirlo con tutte le forze di superficie rimaste alla marina imperiale. Koyanagi espresse più di una riserva circa questo piano: egli si era formato negli anni trenta con le intensive esercitazioni legate alla "dottrina della battaglia decisiva" (Kantai kessen in lingua giapponese), che in sostanza prospettava un grande scontro navale tradizionale tra Stati Uniti e Giappone nel Pacifico occidentale, previo l'uso aggressivo del naviglio silurante e dei sommergibili per indebolire il nucleo di corazzate americane e aumentare le probabilità di vittoria. Koyanagi, dunque, criticava la scelta del naviglio logistico come obiettivo primario, perché gli statunitensi avrebbero riorganizzato un'altra flotta anfibia protetta dalla formidabile Task force di portaerei di squadra, a suo avviso l'unico vero bersaglio della sortita generale delle forze da battaglia imperiale. Affermò poi che ingaggiare uno scontro finale contro trasporti all'ancora avrebbe nociuto all'onore e all'orgoglio della fiera marina nipponica; «sicuramente gli ammiragli Tōgō e Yamamoto si sarebbero rivoltati nella tomba», ma le sue obiezioni (per quanto condivise da diversi altri ufficiali) furono vane. Il 17 ottobre Tokyo fu informata che unità statunitensi avevano iniziato a investire il Golfo di Leyte e dunque Kurita ebbe ordine di mettere in pratica il piano: salpò il 18 ottobre, fece rifornimento a Brunei e partì in formazione la mattina del 22. Il giorno successivo, mentre risaliva la costa dell'isola di Palawan, la 2ª Flotta fu attaccata da due sommergibili che affondarono gli incrociatori Maya e Atago; Koyanagi e Kurita si salvarono per poco dal rapido affondamento e, tratti in salvo da cacciatorpediniere, si trasferirono sulla nave da battaglia Yamato. Koyanagi assisté quindi il suo comandante nel difficile e costoso attraversamento del Mare di Sibuyan e nella caotica battaglia di Samar, durante la quale i giapponesi non riuscirono a capitalizzare l'incontestabile sorpresa guadagnata sugli statunitensi. Peraltro la Yamato, a causa di una larga manovra atta a evitare uno sciame di siluri, rimase lontana verso nord dal fulcro degli scontri.
Interrotto il combattimento, Koyanagi e Kurita radunarono la flotta e nel pomeriggio decisero definitivamente per ripiegare; nel corso del 26 le navi in fuga furono attaccate quattro volte da velivoli imbarcati e attorno alla Yamato esplosero diverse bombe, le cui schegge ferirono piuttosto gravemente Koyanagi. La malconcia squadra riguadagnò Brunei il 28 ottobre e Koyanagi ricevette le prime cure, quindi il 23 arrivò a Kure a bordo della corazzata. Due giorni più tardi gli fu comunicato il suo trasferimento allo stato maggiore della Flotta combinata in qualità di assistente, ma le sue condizioni gli impedirono di ricoprire effettivamente l'incarico.

### Fine della guerra, ritiro e morte
Il 1º febbraio fu inserito nel personale del 1º Distretto navale, con quartier generale a Yokosuka, ma poiché non si era ancora completamente ripreso rimase ancora per diversi mesi ricoverato. Solamente il 10 agosto, dopo essersi completamente ristabilito, Koyanagi poté tornare in servizio attivo come direttore della Scuola siluristi e comandante delle forze di difesa della stazione di Taura, che serviva l'arsenale di Yokosuka. Ormai la guerra era perduta e il 15 agosto l'Impero giapponese accettò le condizioni poste dagli Alleati con la dichiarazione di Potsdam.
Il 24 ottobre 1945 Koyanagi fu interrogato dal capitano di corvetta James A. Field, dipendente dallo United States Strategic Bombing Survey. Le domande verterono principalmente sulla complessa battaglia del Golfo di Leyte, in particolare sullo scontro del 25 ottobre dinanzi Samar; Koyanagi rispose con franchezza e senza esitazioni o giri di parole e fu considerato un testimone importante. Il 1º novembre ebbe un'anacronistica promozione a viceammiraglio e nove giorni dopo entrò nella riserva dell'annientata Marina imperiale, che fu sciolta nel 1947. Nel febbraio 1953 lo United States Naval Institute di Annapolis pubblicò sulla rivista mensile Proceedings un articolo intitolato With Kurita in the Battle for Leyte Gulf, i cui contenuti erano in gran parte presi dalle testimonianze di Koyanagi e da suoi manoscritti. Egli, comunque, si ritirò a vita privata nel dopoguerra e morì il 6 agosto 1978, meno di un mese dopo aver compiuto 85 anni.